# Stanisław Rostocki
Stanisław Iosifowicz Rostocki (ros. Станислав Иосифович Ростоцкий; ur. 21 kwietnia 1922 w Rybińsku, zm. 10 sierpnia 2001 w Wyborgu) – radziecki reżyser i scenarzysta polskiego pochodzenia, Ludowy Artysta ZSRR.
Znany jest najbardziej dzięki filmom nominowanym do Oscara dla najlepszego filmu nieanglojęzycznego: Tak tu cicho o zmierzchu... (1972) i Biały Bim Czarne Ucho (1977).

## Życiorys
Pracował w Lenfilmie. W 1952 roku ukończył studia na wydziale reżyserskim WGIK-u, w klasie Grigorija Kozincewa.
Jego żoną była aktorka Nina Mieńszykowa (ur. 1928, zm. 2007), synem aktor i reżyser Andriej Rostocki (ur. 1957, zm. 2002). Został pochowany na Cmentarzu Wagańkowskim w Moskwie.

## Wybrana filmografia

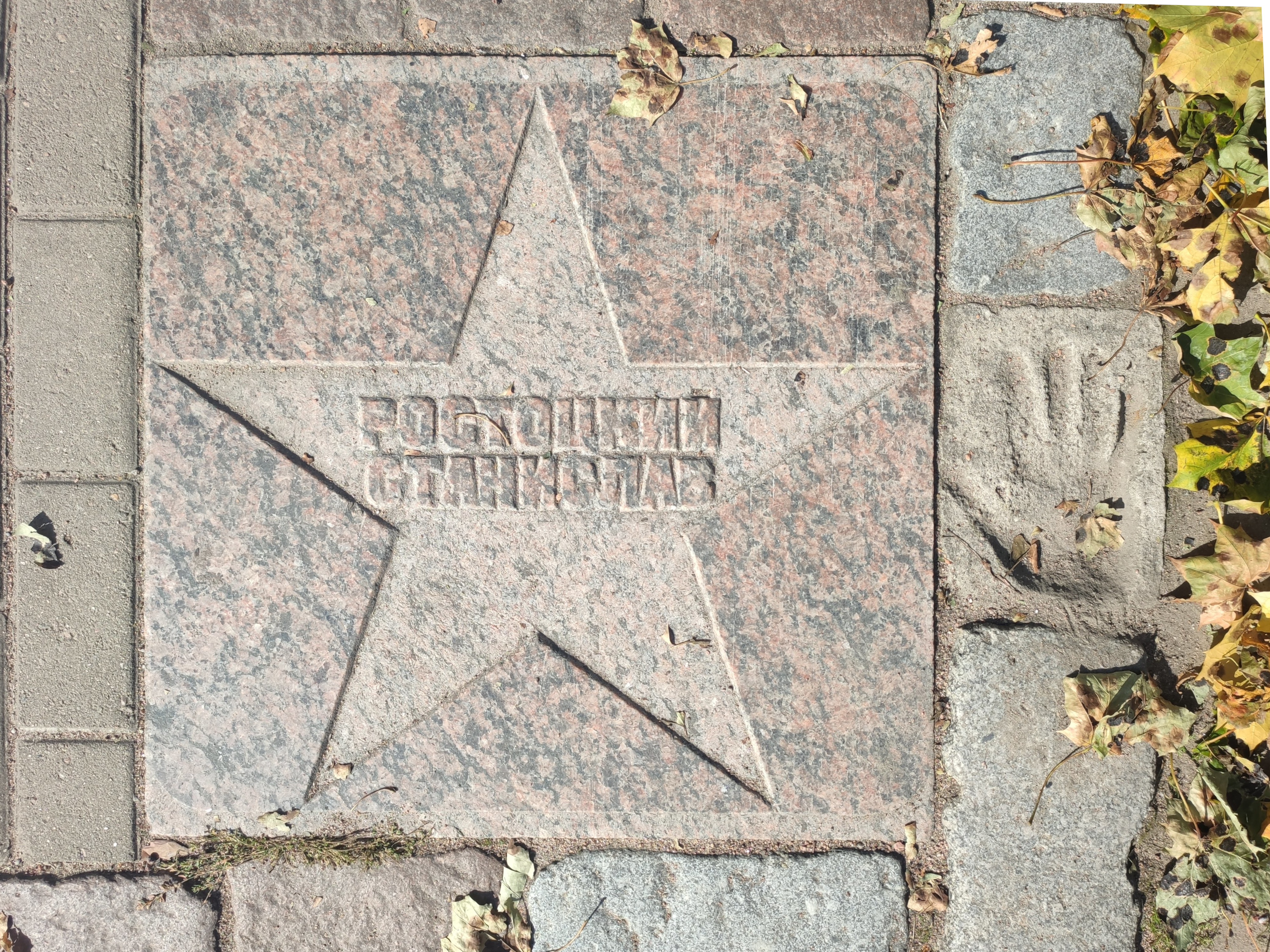
Gwiazda Stanisława Rostockiego w Alei Sławy Aktorskiej w Wyborgu

- 1956: Ziemia i ludzie
- 1958: Dwie rywalki
- 1959: Majowe gwiazdy
- 1962: Dom na rozstajach
- 1966: Bohater naszych czasów
- 1968: Dożyjemy do poniedziałku
- 1972: Tak tu cicho o zmierzchu...
- 1977: Biały Bim Czarne Ucho
- 1989: Из жизни Фёдора Кузькина